# Сандро Готал
Сандро Готал (нім. Sandro Gotal / хорв. Sandro Gotal; нар. 9 вересня 1991, Брегенц, Австрія) — австрійський футболіст хорватського походження, нападник нижчолігового німецького клубу «Донауштауф».

## Життєпис
Народився в австрійському місті Брегенц в родині етнічних хорватів. Футболом розпочав займатися у 6-річному віці в місцевому клубі «Шварц-Вайс», який виступав у Бундеслізі. Як надзвичайно талановитий гравець, потрапив до навчального центру регіональної асоціації, а з вікової категорії U-14 — до федерального молодіжного центру Форарльбергу.
Відзначився 18-ма голами у 16-ти матчах за БНЗ, тому наприкінці сезону 2007/08 років «Брегенц» повернув його й у віці 16 років дозволив дебютувати за дорослу команду. При цьому гравець одразу ж відзначився двома голами.
Восени 2008 року відзначився 21-им голом у восьми матчах за другу команду Брегенца, після чого Сандро перевели до першої команди.
Після одужання грав у Брегенці ще протягом шести місяців, перш ніж тренер Петер Штегер перевіз його до «Вієнни» під час зимового трансферного вікна сезону 2009/10, де Сандро підписав свій перший професіональний контракт.
У тодішньому клубі з федеральної столиці, перед яким нависла справжня загроза вильоту, у другій половині сезону під керівництвом Штегера чи його наступника Френка Шінкельса залишався гравцем ротації і зіграв лише один матч протягом 90 хвилин. Після вильоту «Ферста» наприкінці сезону перейшов до новачка вищого дивізіону «Вольфсбергера».
Після піврічного стартового періоду зарекомендував себе у другій половині сезону 2010/11 років як другий нападник разом із Марко Райхом у тактичній системі 4-4-2, яку часто практикував тренер Ненада Б'єлиці. У січні 2012 року на півроку відправився в оренду до клубу Регіональної ліги «Аустрія» (Клагенфурт).
Влітку 2012 року перейшов в оренду до клубу другого дивізіону «Горн». Після завершення оренди повернувся в «Вольфсбергер» на сезон 2013/14 років. У сезоні 2014/15 років переїхав до ховатського клубу «Хайдук» (Спліт). У сезоні 2015/16 років виступав у швейцарському «Санкт-Галлені». Підписав контракт з клубом до літа 2017 року. На другу половину сезону 2015/16 років Готал відданий в оренду друголіговому турецькому клубі «Малатьяспор». Однак зіграв лише в чотирьох матчах чемпіонату й у сезоні 2016/17 років перебрався до Польщі, де підписав 1-річний контракт з «П'ястом» (Гливиці). У вище вказаному клубі також не зміг стати основним гравцем, відзначився одним голом у чотирьох матчах чемпіонату. У січні 2017 року договір розірвали за взаємною згодою. Після цього Сандро Готал підписав контракт до завершення сезону з клубом першого дивізіону Ізраїля «Ашдод».
У серпні 2017 року повернувся до Хорватії, де підсилив «Істру 1961», за яку провів 7 матчів. У січні 2018 року перейшов до білоруського «Динамо-Берестя». У складі берестейського клубу зіграв 6 матчів у Вищій лізі Білорусі. Разом з «Динамо» виграв Суперкубок і Кубок Білорусі. У липні 2018 року за згодою сторін залишив брестейську команду. У серпні 2018 року підсилив литовську «Судуву». У складі маріямпольського клубу став чемпіоном Литви 2018 року.
У вересні 2019 року повернувся до Австрії та перейшов у клуб Бундесліги «Гартберг», з яким отримав контракт до травня 2020 року. По завершенні сезону 2019/20 років залишив «Гартберг» після дев'яти зіграних матчів у Бундеслізі. У вересні 2020 року став гравцем клубу п'ятого дивізіону Німеччини «Донауштауф».

## Досягнення
«Хайдук» (Спліт)
- Перша ліга Хорватії
  -  Бронзовий призер (1): 2014/15

«Динамо-Берестя»
- Кубок Білорусі
  -  Володар (1): 2017/18

- Суперкубок Білорусі
  -  Володар (1): 2018

«Судува»
- А-ліга Литви
  -  Чемпіон (1): 2018

- Суперкубок Литви
  -  Володар (1): 2019